# كامو (نييغاتا)
مدينة كامو  هي أحد المدن التابعة لمحافظة نييغاتا. تأسست رسميًا في 10/03/1954. ويقدر عدد سكانها بـ 30800 نسمة حسب تقدير مكتب الإحصاء الياباني لعام 2012. تبلغ مساحة كامو 133.68 كم2. بكثافة سكانية تبلغ 230 نسمة/كم2.

## توأمة
لكامو (نييغاتا) اتفاقيات توأمة مع كل من:
- زيبو
- كومسومولسك-نا-أموري

## أعلام
- كاناكو هيجوتشي
- بونزو هياتا